# 藍蘭島漂流記
《藍蘭島漂流記》是藤代健的一部愛情喜劇漫畫作品，通常簡稱《藍蘭島》。臺灣及香港中文版由東立出版社代理。

## 概要
2002年1月首次以為名，在Square Enix的雜誌《月刊少年GANGAN》上刊載；同年6月，開始連載。同時，在作為該雜誌增刊號的《Gangan Power》（ガンガンパワード）季刊上也從2002年秋季號開始連載。
每一話的副標題（除TV外），全部都是以結束（TV中，則是以作結束）。
在作品初期並沒有詳細交代時間的流逝（曾於原作漫畫第9話中，交代了行人已漂流至島上10天、離家出走20天）。不過在連載開始約4年後的第50話中，交代了行人漂流藍蘭島已有經過三個月（另外，之前亦有交代迷路的小忍用了「三個月」時間才回到家中）。而行人的妹妹美咲的生日是於5月（為原作漫畫第10話當天），保守估計，行人在漂流至藍蘭島的時間為5月中旬（15日~20日左右）。同時，亦不清楚島上是正在使用舊曆或是新曆。而村中的長老阿婆（阿琴）是出生於安政元年（西曆1854年），現在為148歲，因此可推算出作品中的「現在」為西曆2002年。實際上2002年的「葉之月」（8月）的滿月是於23日，因此可推斷原作漫畫中第54~56話為當天。而第40~42話（紅夜叉騷動）中，當天亦同樣是滿月，因而估計當天為7月24日或是6月25日（恐怕是前者）。另外，作品中已交代了除美咲以外的女主角們的生日，但到現時為止並沒有描寫他們為生日慶祝（截至11冊現在）。
廣播劇CD和小說版等跨媒體製作也隨著漫畫的熱賣而展開。其後作品亦電視動畫化，並於2007年4月至9月播放全26話。

## 故事簡介
與父親吵架憤而離家出走的14歲男主角東方院行人，旅途中從所乘的船上跌落海中，遇到百年一次的超級暴風雨，經過了數日的漂流後，行人漂流到一個名為藍蘭島的小島上。由於島的四周佈滿危險的漩渦，無法離開的行人只好暫時住在島上。然而，除了行人外，這座島上只有女性……
與個性豐富的女生相處，行人害羞卻又有趣的新生活，就這樣開始了。

## 背景介紹

### 藍蘭島
- 在江戶時代以前，是個無人島。
- 130年前，要回航歐洲的客船「Island號」在上海與長崎間遭遇暴風雨而沈沒時，生還的船員與乘客漂流到島上。由船名將該島取名為「藍蘭島（アイランド島）」，開始在島上生活。
- 而後，藍蘭島文明便維持在明治初期庶民生活的等級，沒有現代的電力、煤氣、自來水等等基本建設，也沒有貨幣。島上過著自給自足的生活。
- 12年前，藍蘭島舉行「只有男子漢的大船釣魚大會」時受暴風雨襲擊之故，男性島民所乘坐的船全都被漂流到外面去了。在東方院行人漂流上岸之前，藍蘭島島民只有女性。
- 在島上的動物基本上都長得非常可愛，與外界動物的長相都有明顯的差異，另外島上動物的歲數都跟人類是一樣的成長的。
- 另外在藍蘭島上，食動物肉是屬禁忌的（因為動物長得太可愛，讓人們不敢下手去吃牠們），因此都是捕食魚肉或農作物來食用，一開始來到島上的人們因魚長得非常奇怪而並不習慣吃魚。

## 出版書籍

### 單行本
| 冊數 | Square Enix    | Square Enix                                   | 東立出版社     | 東立出版社             |
| 冊數 | 發售日期       | ISBN                                          | 發售日期       | ISBN                   |
| ---- | -------------- | --------------------------------------------- | -------------- | ---------------------- |
| 1    | 2003年1月22日  | ISBN 4-7575-0856-5                            | 2004年11月12日 | ISBN 986-11-5321-7     |
| 2    | 2003年7月22日  | ISBN 4-7575-0983-9                            | 2004年12月2日  | ISBN 986-11-5322-5     |
| 3    | 2004年2月21日  | ISBN 4-7575-1138-8 ISBN 4-7575-1120-5         | 2005年2月24日  | ISBN 986-11-5323-3     |
| 4    | 2004年7月22日  | ISBN 4-7575-1232-5                            | 2005年2月24日  | ISBN 986-11-5954-1     |
| 5    | 2005年1月22日  | ISBN 4-7575-1354-2 ISBN 4-7575-1316-X         | 2005年6月20日  | ISBN 986-11-6864-8     |
| 6    | 2005年7月22日  | ISBN 4-7575-1473-5                            | 2005年10月13日 | ISBN 986-11-7289-0     |
| 7    | 2006年1月21日  | ISBN 4-7575-1607-X                            | 2006年3月27日  | ISBN 986-11-8207-1     |
| 8    | 2006年5月22日  | ISBN 4-7575-1666-5 ISBN 4-7575-1620-7         | 2006年7月26日  | ISBN 986-11-8530-5     |
| 9    | 2006年10月21日 | ISBN 4-7575-1797-1                            | 2006年12月18日 | ISBN 986-11-9218-2     |
| 10   | 2007年3月21日  | ISBN 978-4-7575-1939-8 ISBN 978-4-7575-1911-4 | 2007年6月5日   | ISBN 978-986-11-9798-2 |
| 11   | 2007年8月22日  | ISBN 978-4-7575-2077-6                        | 2007年10月19日 | ISBN 978-986-10-0538-6 |
| 12   | 2008年3月22日  | ISBN 978-4-7575-2204-6 ISBN 978-4-7575-2174-2 | 2008年8月4日   | ISBN 978-986-10-1559-0 |
| 13   | 2008年7月22日  | ISBN 978-4-7575-2322-7                        | 2008年11月12日 | ISBN 978-986-10-2284-0 |
| 14   | 2008年12月22日 | ISBN 978-4-7575-2440-8                        | 2009年3月27日  | ISBN 978-986-10-2990-0 |
| 15   | 2009年5月22日  | ISBN 978-4-7575-2508-5 ISBN 978-4-7575-2490-3 | 2009年9月2日   | ISBN 978-986-10-3763-9 |
| 16   | 2009年12月22日 | ISBN 978-4-7575-2743-0                        | 2010年4月2日   | ISBN 978-986-10-5006-5 |
| 17   | 2010年7月22日  | ISBN 978-4-7575-2931-1                        | 2010年11月8日  | ISBN 978-986-10-6073-6 |
| 18   | 2011年3月22日  | ISBN 978-4-7575-2963-2                        | 2011年7月14日  | ISBN 978-986-10-7509-9 |
| 19   | 2011年9月22日  | ISBN 978-4-7575-3366-0                        | 2011年12月30日 | ISBN 978-986-10-8584-5 |
| 20   | 2012年4月21日  | ISBN 978-4-7575-3548-0                        | 2012年8月29日  | ISBN 978-986-317-004-4 |
| 21   | 2012年11月22日 | ISBN 978-4-7575-3778-1                        | 2013年1月28日  | ISBN 978-986-324-379-3 |
| 22   | 2013年6月22日  | ISBN 978-4-7575-3976-1                        | 2013年9月4日   | ISBN 978-986-332-824-7 |
| 23   | 2014年1月22日  | ISBN 978-4-7575-4200-6                        | 2014年3月27日  | ISBN 978-986-348-242-0 |
| 24   | 2014年8月22日  | ISBN 978-4-7575-4385-0                        | 2014年10月31日 | ISBN 978-986-365-653-1 |
| 25   | 2015年3月20日  | ISBN 978-4-7575-4582-3                        | 2015年6月12日  | ISBN 978-986-431-123-1 |
| 26   | 2015年10月22日 | ISBN 978-4-7575-4757-5                        | 2016年1月11日  | ISBN 978-986-462-414-0 |
| 27   | 2016年5月21日  | ISBN 978-4-7575-4974-6                        | 2016年8月4日   | ISBN 978-986-470-436-1 |
| 28   | 2016年12月22日 | ISBN 978-4-7575-5182-4                        | 2017年3月27日  | ISBN 978-986-482-554-7 |
| 29   | 2017年7月22日  | ISBN 978-4-7575-5402-3                        | 2017年11月24日 | ISBN 978-986-486-655-7 |
| 30   | 2018年3月22日  | ISBN 978-4-7575-5646-1                        | 2018年11月16日 | ISBN 978-957-26-0990-3 |
| 31   | 2018年9月21日  | ISBN 978-4-7575-5842-7                        | 2019年9月27日  | ISBN 978-957-26-1975-9 |
| 32   | 2019年4月12日  | ISBN 978-4-7575-6082-6                        | 2019年11月22日 | ISBN 978-957-26-3462-2 |
| 33   | 2019年11月12日 | ISBN 978-4-7575-6375-9                        | 2020年7月23日  | ISBN 978-957-26-4538-3 |
| 34   | 2020年6月12日  | ISBN 978-4-7575-6673-6                        | 2021年2月8日   | ISBN 978-957-26-5485-9 |
| 35   | 2021年2月12日  | ISBN 978-4-7575-7085-6                        | 2022年4月22日  | ISBN 978-957-26-6691-3 |
| 36   | 2021年8月11日  | ISBN 978-4-7575-7417-5                        | 2022年11月14日 | ISBN 978-957-26-7675-2 |
| 37   | 2022年3月11日  | ISBN 978-4-7575-7804-3                        | 2023年12月1日  | ISBN 978-957-26-9118-2 |
| 38   | 2022年10月12日 | ISBN 978-4-7575-8195-1                        | 2024年10月25日 | ISBN 978-626-34-7486-4 |
| 39   | 2023年5月11日  | ISBN 978-4-7575-8564-5                        |                | ISBN 978-626-02-0814-1 |
| 40   | 2023年12月12日 | ISBN 978-4-7575-8954-4                        |                | ISBN 978-626-02-0815-8 |
| 41   | 2024年7月11日  | ISBN 978-4-7575-9296-4                        |                |                        |
| 42   | 2025年2月12日  | ISBN 978-4-7575-9669-6                        |                |                        |

### 小說
小說 藍蘭島漂流記（小説 ながされて藍蘭島）
- 原作：藤代 健 / 著者：霧海正悟

| 冊數 | 日文副標題 | 中文副標題 | Square Enix    | Square Enix            | 東立出版社    | 東立出版社             |
| 冊數 | 日文副標題 | 中文副標題 | 發售日期       | ISBN                   | 發售日期      | ISBN                   |
| ---- | ---------- | ---------- | -------------- | ---------------------- | ------------- | ---------------------- |
| 1    |            | 仙女的神諭 | 2004年11月30日 | ISBN 978-4-7575-1331-0 | 2008年2月13日 | ISBN 978-986-10-1390-9 |
| 2    |            | 倍感思念   | 2007年3月22日  | ISBN 978-4-7575-1988-6 | 2008年4月3日  | ISBN 978-986-10-1391-6 |
| 3    |            | 穿越時空   | 2008年4月30日  | ISBN 978-4-7575-2256-5 | 2010年1月27日 | ISBN 978-986-10-6980-7 |

### 其他書籍
明信片書
- 2003年7月22日、ISBN 978-4-7575-0993-1

導讀手冊
- 藍蘭島漂流記完全導讀手冊（ながされて藍蘭島 パーフェクトガイドブック）

| 冊數 | Square Enix   | Square Enix            | 東立出版社    | 東立出版社             |
| 冊數 | 發售日期      | ISBN                   | 發售日期      | ISBN                   |
| ---- | ------------- | ---------------------- | ------------- | ---------------------- |
| 全   | 2005年3月31日 | ISBN 978-4-7575-1359-4 | 2006年8月31日 | ISBN 978-986-11-7651-2 |

2007年4月27日、ISBN 978-4-7575-1985-5
插畫集
藤代健插畫集 藍蘭島繪卷（藤代健イラスト集 藍蘭島絵巻）
| 冊數 | Square Enix   | Square Enix            | 東立出版社    | 東立出版社             |
| 冊數 | 發售日期      | ISBN                   | 發售日期      | ISBN                   |
| ---- | ------------- | ---------------------- | ------------- | ---------------------- |
| 全   | 2007年8月22日 | ISBN 978-4-7575-2098-1 | 2008年2月14日 | ISBN 978-986-10-1395-4 |

## 電視動畫
2007年4月4日電視動畫開始播映。小鈴以外的主要角色的聲優皆與廣播劇版不同。

### 工作人員
- 企劃：田口浩司、大月俊倫
- 原作：藤代健
- 刊載：月刊少年GANGAN
- 製作人：森山敦、柏田圭一、池田慎一
- 企劃協力：渡邊純也、松崎武吏、倉重宣之、木村康貴
- 系列構成：池田真美子
- 角色設定：細田直人
- 美術監督：渡邊三千恵
- 色彩設計：岩井田洋
- 攝影監督：近藤靖尚
- 音響監督：
- 編輯：田熊純
- 音樂：水谷廣實
- 企劃協力・製作：GANSIS
- 動畫製作：feel.
- 監督：岡本英樹
- 製作：

### 主題曲
片頭曲
- 「Days」

作詞：田代智一、，作曲：田代智一，編曲：安藤高弘，歌：堀江由衣（小鈴）
在最終話（第26話）作為片尾曲使用。
片尾曲
- 「Say cheese!」（第1話～第12話）

作詞：田代智一、，作曲：田代智一，編曲：近藤昭雄，歌：堀江由衣（小鈴）
- （凉豆腐）（第13話）

作曲：松浦有希，編曲：松浦有希，歌手：渡邊明乃（豬排）
- （戀愛的天氣圖）（第14話～第25話）

作詞：只野菜摘，作曲：古池孝浩，編曲：古池孝浩，歌：堀江由衣（小鈴）
插入曲
- （第10話）

作詞：野口雨情，作曲：中山晋平，編曲：大川茂伸，歌：堀江由衣（小鈴）
- （第24話）

作詞 - REMI / 作曲・編曲 - 水谷広実 / 歌 - REMI
- （第26話）

作詞：松浦有希，作曲：大川茂伸，編曲：大川茂伸，歌：榊原由依

### 各話列表
| 話數 | 日文標題   | 中文標題             | 脚本       | 分鏡              | 演出     | 作畫監督          | 播放日期      |
| ---- | ---------- | -------------------- | ---------- | ----------------- | -------- | ----------------- | ------------- |
| 1    |            | 落難漂流…卻到了天堂? | 池田眞美子 | 岡本英樹          | 岡本英樹 | 細田直人          | 2007年 4月4日 |
| 2    |            | 被人追趕的…夫婿大人  | 横谷昌宏   | 佐藤雄助          | 星野真   | 湯本佳典          | 4月11日       |
| 3    |            | 有點用吧…寄人籬下的! | 池田眞美子 | 木村真一郎        | 下田久人 | 萩原弘光          | 4月18日       |
| 4    |            | 逃跑，被逃跑，姊姊   | 大場小ゆり | 岡本英樹          | 守田芸成 | 鴻池一馬          | 4月25日       |
| 4    |            | 嚇到人的惡靈         | 大場小ゆり | 殿勝秀樹          | 守田芸成 | 細田直人          | 4月25日       |
| 5    |            | 去找出熊熊吧         | 池田眞美子 | まついひとゆき    | 守田芸成 | 吉田肇            | 5月2日        |
| 6    |            | 好熱的溫泉           | 網谷正治   | 川崎逸朗          | 山名隆史 | 立田眞一          | 5月9日        |
| 7    |            | 您說啥喵，師父大人?  | 大場小ゆり | 下田久人          | 下田久人 | 立田眞一          | 5月16日       |
| 7    | 想要去賞櫻 |                      | 大場小ゆり | 下田久人          | 下田久人 | 立田眞一          | 5月16日       |
| 8    |            | 想招待來 觀察者      | 網谷正治   | 殿勝秀樹          | 殿勝秀樹 | 桜井正明          | 5月23日       |
| 9    |            | 想要誘惑住 繼承人    | 大場小ゆり | 殿勝秀樹          | 殿勝秀樹 | 吉田伊久雄        | 5月30日       |
| 10   |            | 就算下雨也有朋友     | 金春智子   | 橋本弘            | 山名隆史 | 丸山隆            | 6月6日        |
| 11   |            | 興奮高興的取冰去     | 横谷昌宏   | 川崎逸朗          | 星野真   | 井嶋けい子        | 6月13日       |
| 12   |            | 美味的 新娘修行      | 大場小ゆり | 小林智樹          | 徳本善信 | 立田眞一          | 6月20日       |
| 13   |            | 想去見 行人          | 池田眞美子 | 佐々木奈奈子      | 星野真   | 萩原弘光 下川寿士 | 6月27日       |
| 14   |            | 因為害羞的 布娃娃裝  | 網谷正治   | 岡本英樹          | 守田芸成 | 鴻池一馬          | 7月4日        |
| 15   |            | 想要治好 梅梅        | 網谷正治   | 及川啓            | 徳本善信 | 丸山隆            | 7月11日       |
| 16   |            | 獲勝贏得 獸主之位    | 大場小ゆり | 下田久人          | 下田久人 | 中村和久          | 7月18日       |
| 17   |            | 變換吧 魔法          | 横谷昌宏   | 及川啓            | 及川啓   | 鈴木豪 立田眞一   | 7月25日       |
| 18   |            | 交手吧 忍者          | 網谷正治   | 佐々木奈奈子      | 星野真   | 立田眞一          | 8月1日        |
| 19   |            | 滿是謎團的 偵探 後篇 | 横谷昌宏   | 阿部雅司 殿勝秀樹 | 殿勝秀樹 | 吉田伊久雄        | 8月8日        |
| 20   |            | 滿是謎團的 偵探 後篇 | 横谷昌宏   | 阿部雅司 岡本英樹 | 殿勝秀樹 | 中村和久          | 8月15日       |
| 21   |            | 被化身，被耍的 貍貓  | 大場小ゆり | 岡本英樹          | 宮田亮   | 赤井俊文          | 8月22日       |
| 22   |            | 想要找到 青鳥        | 金春智子   | 桜井弘明          | 石倉賢一 | 住本悦子          | 8月29日       |
| 23   |            | 帶我去吧 寺子屋私塾  | 網谷正治   | 佐々木奈奈子      | 徳本善信 | 丸山隆            | 9月5日        |
| 24   |            | 漂流到的瓶中信       | 池田眞美子 | 岡本英樹          | 古賀一臣 | 中田正彦          | 9月12日       |
| 25   |            | 鍛鍊吧遜腳           | 池田眞美子 | 佐藤雄助          | 星野真   | 細田直人          | 9月19日       |
| 26   |            | 離開藍蘭島           | 池田眞美子 | 岡本英樹          | 岡本英樹 | 中村和久 鈴木豪   | 9月26日       |

### 播放電視台
日本深夜動畫：下文記載的日本国内播放時間使用日本標準時間（UTC+9）表示。因為部分時間标识會採用30小时制，因此請留意这类超过24:00的时间，其實際播放時間為翌日清晨。
| 播放地區       | 播放電視台   | 播放日期                | 播放時間             | 聯播網     |
| -------------- | ------------ | ----------------------- | -------------------- | ---------- |
| 關東廣域圈     | 東京電視台   | 2007年4月4日 - 9月26日  | 星期三 25:20 - 25:50 | 東京電視網 |
| 大阪府         | 大阪電視台   | 2007年4月4日 - 9月26日  | 星期三 25:20 - 25:50 | 東京電視網 |
| 愛知県         | 愛知電視台   | 2007年4月4日 - 9月26日  | 星期三 25:28 - 25:58 | 東京電視網 |
| 福岡県         | TVQ九州放送  | 2007年4月8日 - 9月30日  | 星期日 26:45 - 27:15 | 東京電視網 |
| 北海道         | TV北海道     | 2007年4月9日 - 10月1日  | 星期一 25:30 - 26:00 | 東京電視網 |
| 岡山縣、香川縣 | 瀨戶內電視台 | 2007年4月11日 - 10月3日 | 星期三 25:48 - 26:18 | 東京電視網 |
| 全國放送       | AT-X         | 2007年4月9日 - 10月1日  | 星期一 9:30 - 10:00  | 卫星电视   |

## CD

商品號碼:KICA-840
媒體:CD
發售日:2007年3月21日
收錄曲
- 01. Welcome!（opening）
- 02. Lovi'n you　
歌：堀江由衣（小鈴）、作詞：松浦有希、作曲：春行、編曲：大坪直樹
- 03. Thrill（interlude）
- 04. Fancy cat's eye　
歌：高橋美佳子（麻知）、作詞：松浦有希、作曲：大川茂伸、編曲：大坪直樹
- 05. Tricky（interlude）
- 06. Hatsukoi　
歌：千葉紗子（綾音）、作詞：松浦有希、作曲：洞澤徹、編曲：大坪直樹
- 07. （interlude）
- 08. 　
歌：白石涼子（玲玲）、作詞：松浦有希、作曲：春行、編曲：大坪直樹
- 09. Starry-eyed girl（interlude）
- 10. 　
歌：伊藤静（千影）、作詞：松浦有希、作曲：大久保薫、編曲：大坪直樹
- 11. Bambina（interlude）
- 12. 　
歌：長谷川静香（雪乃）、作詞：松浦有希、作曲：、編曲：大坪直樹
- 13. Cruel（interlude）
- 14. Unite　
歌：高橋美佳子、千葉紗子（麻知、綾音）、作詞：松浦有希、作曲：、編曲：大坪直樹
- 15. （interlude）
- 16. Siesta　
歌：堀江由衣、下野紘（小鈴、東方院行人）、作詞：松浦有希、作曲：河又圭一、編曲：大坪直樹
- 17. Snatch!!（ending）
- 18. 寶物
歌：堀江由衣、高橋美佳子、千葉紗子、白石涼子、伊藤静、長谷川静香、下野紘（小鈴、麻知、綾音、玲玲、千影、雪乃、東方院行人）、作詞：飯田建彦、作曲：飯田建彦、編曲：大坪直樹


商品號碼:KICA-847
媒體:CD
發售日:2007年6月27日
收錄曲
- 01.
歌：堀江由衣（小鈴）、作詞：松浦有希、作曲：河合英嗣、編曲：河合英嗣
- 02.
歌：白石涼子（玲玲）、作詞：松浦有希、作曲：大久保美幸、岡本友里子、編曲：PON
- 03.
歌：伊藤静（千影）、作詞：松浦有希、作曲：永井真一、編曲：大坪直樹
- 04.
歌：長谷川静香（雪乃）、作詞：松浦有希、作曲：小池修也、編曲：岩瀨聰志
- 05.
歌：高橋美佳子（麻知）、作詞：松浦有希、作曲：春行、編曲：
- 06.
歌：千葉紗子（綾音）、作詞：松浦有希、作曲：菊谷知樹、編曲：菊谷知樹
- 07.
歌：生天目仁美（梅梅）、作詞：松浦有希、作曲：、編曲：
- 08.冷奴
歌：渡邊明乃（豬排）、作曲：松浦有希、編曲：松浦有希
- 09. one-way love
歌：白石涼子、渡辺明乃（玲玲、小尊）、作詞：松浦有希、作曲：大久保美幸、岡本友里子、編曲：POM
- 10.
歌：下野紘（東方院行人）、作詞：松浦有希、作曲：飯田建彦、編曲：岩瀨聰志
- 11.寶物～Island Breeze～
歌：堀江由衣、高橋美佳子、千葉紗子、白石涼子、伊藤静、長谷川静香、下野紘及其它（小鈴、麻知、綾音、玲玲、千影、雪乃、東方院行人及其它）、作詞：松浦有希、作曲：飯田建彦、編曲：松浦有希

## 外部連結
- 少年Gangan月刊網站 （页面存档备份，存于）（日語）
- 藍蘭島漂流記動畫版官方網頁 （页面存档备份，存于）（日語）
- 東京電視台藍蘭島網站 （页面存档备份，存于）（日語）